# Sporty wodne na Igrzyskach Wspólnoty Narodów 2010
Sporty wodne na Igrzyskach Wspólnoty Narodów 2010 odbyły się w dniach 4 - 13 października 2010 w SPM Swimming Pool Complex w Nowym Delhi (zawody w pływaniu synchronicznym odbyły się w dniach 6-7 października). Sporty wodne obejmowały: pływanie, skoki do wody i pływanie synchroniczne. W pływackiej tabeli medalowej zwyciężyli Australijczycy (22 złote medale, 54 medale w ogóle). W tabeli skoków do wody - Kanadyjczycy (5 złotych medali, 9 medali w ogóle), zaś w pływaniu synchronicznym - Kanadyjki (2 złote medale).

## Pływanie

### Mężczyźni
| Konkurencja                        | | Wynik      | | Wynik    | | Wynik    |
| ---------------------------------- | --- | ---------- | --- | -------- | --- | -------- |
| 50 m stylem dowolnym               | Brent Hayden | 22.01      | Roland Schoeman | 22.14    | Gideon Louw | 22.22    |
| 50 m stylem dowolnym S9            | Matthew Cowdrey | 25.33 WR   | Simon Miller | 26.70    | Prasanta Karmaka | 27.48    |
| 100 m stylem dowolnym              | Brent Hayden | 47.98 GR   | Simon Burnett | 48.54    | Eamon Sullivan | 48.69    |
| 100 m stylem dowolnym S8           | Ben Austin | 1:00.44    | Sean Fraser | 1:00.77  | Blake Cochrane | 1:00.95  |
| 100 m stylem dowolnym S10          | Benoît Huot | 53.70 GR   | Andrew Pasterfield | 55.04    | Rob Welbourn | 55.10    |
| 200 m stylem dowolnym              | Robbie Renwick | 1:47.88    | Kenrick Monk | 1:47.90  | Thomas Fraser-Holmes                                                                                                  | 1:48.22  |
| 400 m stylem dowolnym              | Ryan Cochrane | 3:48.48    | Ryan Napoleon | 3:48.59  | David Carry | 3:50.06  |
| 1500 m stylem dowolnym             | Ryan Cochrane | 15:01.49   | Heerden Herman | 15:03.70 | Daniel Fogg | 15:13.50 |
| 50 m stylem grzbietowym            | Liam Tancock | 24.62 GR   | Hayden Stoeckel | 25.08    | Ashley Delaney | 25.21    |
| 100 m stylem grzbietowym           | Liam Tancock | 53.59 GR   | Daniel Bell | 54.43    | Ashley Delaney | 54.51    |
| 200 m stylem grzbietowym           | James Goddard | 1:55.58 GR | Gareth Kean | 1:57.37  | Ashley Delaney | 1:58.18  |
| 50 m stylem klasycznym             | Cameron van der Burgh                                                                                                  | 27.18 GR   | Glenn Snyders Brenton Rickard                                                                                             | 27.67    | − | −        |
| 100 m stylem klasycznym            | Cameron van der Burgh                                                                                                  | 1:00.10    | Christian Sprenger | 1:00.29  | Brenton Rickard | 1:00.46  |
| 200 m stylem klasycznym            | Brenton Rickard | 2:10.89 GR | Michael Jamieson | 2:10.97  | Christian Sprenger | 2:11.44  |
| 50 m stylem motylkowym             | Jason Dunford | 23.35      | Geoff Huegill | 23.37    | Roland Schoeman | 23.44    |
| 100 m stylem motylkowym            | Geoff Huegill | 51.69 GR   | Ryan Pini Antony James | 52.50    | − | −        |
| 200 m stylem motylkowym            | Chad le Clos | 1:56.48 GR | Michael Rock | 1:57.15  | Stefan Hirniak | 1:57.26  |
| 200 m stylem zmiennym              | James Goddard | 1:58.10 GR | Joe Roebuck | 1:59.86  | Leith Brodie | 2:00.00  |
| 400 m stylem zmiennym              | Chad le Clos | 4:13.25 GR | Joe Roebuck | 4:15.84  | Riaan Schoeman | 4:16.86  |
| Sztafeta 4 × 100 m stylem dowolnym | Australia · Kyle Richardson · Eamon Sullivan · Tommaso D’Orsogna · James Magnussen · Cameron Prosser*                  | 3:13.92 GR | Anglia · Adam Brown · Simon Burnett · Ross Davenport · Grant Turner                                                       | 3:15.05  | Południowa Afryka · Gideon Louw · Graeme Moore · Roland Schoeman · Darian Townsend                                    | 3:15.21  |
| Sztafeta 4 × 200 m stylem dowolnym | Australia · Thomas Fraser-Holmes · Nicholas Frost · Ryan Napoleon · Kenrick Monk · Leith Brodie*                       | 7:10.29 GR | Szkocja · Andrew Hunter · David Carry · Jak Scott · Robert Renwick · Lewis Smith* · Cameron Brodie*                       | 7:14.02  | Południowa Afryka · Jean Basson · Darian Townsend · Jan Venter · Chad le Clos · Sebastien Rousseau* · Heerden Herman* | 7:14.18  |
| Sztafeta 4 × 100 m stylem zmiennym | Australia · Ashley Delaney · Brenton Rickard · Geoff Huegill · Eamon Sullivan · Christian Sprenger* · Kyle Richardson* | 3:33.15 GR | Południowa Afryka · Charl Crous · Cameron van der Burgh · Chad le Clos · Gideon Louw · Sebastien Rousseau* · Jean Basson* | 3:36.12  | Anglia · Liam Tancock · Daniel Sliwinski · Antony James · Simon Burnett · Christopher Walker-Hebborn* · Adam Brown*   | 3:36.31  |

### Kobiety
| Konkurencja                        |                                                                               | Wynik      |                                                                                 | Wynik   |                                                                                  | Wynik   |
| ---------------------------------- | ----------------------------------------------------------------------------- | ---------- | ------------------------------------------------------------------------------- | ------- | -------------------------------------------------------------------------------- | ------- |
| 50 m stylem dowolnym               | Yolane Kukla                                                                  | 24.86      | Francesca Halsall                                                               | 24.98   | Hayley Palmer                                                                    | 25.01   |
| 50 m stylem dowolnym S9            | Natalie du Toit                                                               | 29.17 GR   | Annabelle Williams                                                              | 29.42   | Stephanie Millward                                                               | 29.69   |
| 100 m stylem dowolnym              | Alicia Coutts                                                                 | 54.09      | Emily Seebohm                                                                   | 54.30   | Francesca Halsall                                                                | 54.57   |
| 100 m stylem dowolnym S9           | Natalie du Toit                                                               | 1:02.36 GR | Stephanie Millward                                                              | 1:03.69 | Ellie Cole                                                                       | 1:05.20 |
| 200 m stylem dowolnym              | Kylie Palmer                                                                  | 1:57.50    | Jazmin Carlin                                                                   | 1:58.29 | Rebecca Adlington                                                                | 1:58.47 |
| 400 m stylem dowolnym              | Rebecca Adlington                                                             | 4:05.68 GR | Kylie Palmer                                                                    | 4:07.85 | Jazmin Carlin                                                                    | 4.08.22 |
| 800 m stylem dowolnym              | Rebecca Adlington                                                             | 8:24.69    | Wendy Trott                                                                     | 8:26.96 | Melissa Gorman                                                                   | 8:32.37 |
| 50 m stylem grzbietowym            | Sophie Edington                                                               | 28.00 GR   | Gemma Spofforth                                                                 | 28.03   | Georgia Davies Emily Seebohm                                                     | 28.33   |
| 100 m stylem grzbietowym           | Emily Seebohm                                                                 | 59.79      | Gemma Spofforth                                                                 | 1:00.02 | Julia Wilkinson                                                                  | 1:00.74 |
| 200 m stylem grzbietowym           | Meagen Nay                                                                    | 2:07.56 GR | Elizabeth Simmonds                                                              | 2:07.90 | Emily Seebohm                                                                    | 2:08.28 |
| 50 m stylem klasycznym             | Leiston Pickett                                                               | 30.84      | Leisel Jones                                                                    | 31.10   | Kate Haywood                                                                     | 31.17   |
| 100 m stylem klasycznym            | Leisel Jones                                                                  | 1:05.84    | Samantha Marshall                                                               | 1:07.97 | Kate Haywood                                                                     | 1:08.29 |
| 200 m stylem klasycznym            | Leisel Jones                                                                  | 2:25.38    | Tessa Wallace                                                                   | 2:25.60 | Sarah Katsoulis                                                                  | 2:25.92 |
| 50 m stylem motylkowym             | Francesca Halsall                                                             | 26.24      | Marieke Guehrer                                                                 | 26.27   | Emily Seebohm                                                                    | 26.29   |
| 100 m stylem motylkowym            | Alicia Coutts                                                                 | 57.53      | Ellen Gandy                                                                     | 58.06   | Jemma Lowe                                                                       | 58.42   |
| 100 m stylem motylkowym S9         | Natalie du Toit                                                               | 1:07.32    | Stephanie Millward                                                              | 1:13.11 | Ellie Cole                                                                       | 1:14.04 |
| 200 m stylem motylkowym            | Jessicah Schipper                                                             | 2:07.04    | Audrey Lacroix                                                                  | 2:07.31 | Ellen Gandy                                                                      | 2:07.75 |
| 200 m stylem zmiennym              | Alicia Coutts                                                                 | 2:09.70 GR | Emily Seebohm                                                                   | 2:10.83 | Julia Wilkinson                                                                  | 2:12.09 |
| 400 m stylem zmiennym              | Hannah Miley                                                                  | 4:38.83 GR | Samantha Hamill                                                                 | 4:39.45 | Keri-Anne Payne                                                                  | 4:41.07 |
| Sztafeta 4 × 100 m stylem dowolnym | Australia · Alicia Coutts · Marieke Guehrer · Felicity Galvez · Emily Seebohm | 3:36.36 GR | Anglia · Amy Smith · Francesca Halsall · Emma Saunders · Jessia Sylvester       | 3.40.03 | Nowa Zelandia · Hayley Palmer · Penelope Marshall · Amaka Gessler · Natasha Hind | 3.42.12 |
| Sztafeta 4 × 200 m stylem dowolnym | Australia · Kylie Palmer · Blair Evans · Bronte Barratt · Meagen Nay          | 7:53.71 GR | Nowa Zelandia · Lauren Boyle · Penelope Marshall · Amaka Gessler · Natasha Hind | 7:57.46 | Anglia · Joanne Jackson · Rebecca Adlington · Emma Saunders · Sasha Matthews     | 7:58.61 |
| Sztafeta 4 × 100 m stylem zmiennym | Australia · Emily Seebohm · Leisel Jones · Jessicah Schipper · Alicia Coutts  | 3:56.99    | Anglia · Gemma Spofforth · Kate Haywood · Ellen Gandy · Francesca Halsall       | 4:00.09 | Kanada · Julia Wilkinson · Annamay Pierse · Audrey Lacroix · Victoria Poon       | 4:03.96 |

Legenda
- WR: rekord świata
- GR: rekord igrzysk
- *: Pływali tylko w eliminacjach

### Tabela medalowa zawodów pływackich
| Poz.    | Państwo           |    |    |    | Łącznie |
| ------- | ----------------- | -- | -- | -- | ------- |
| 1       | Australia         | 22 | 16 | 16 | 54      |
| 2       | Anglia            | 7  | 16 | 11 | 34      |
| 3       | Południowa Afryka | 7  | 4  | 5  | 16      |
| 4       | Kanada            | 5  | 1  | 4  | 10      |
| 5       | Szkocja           | 2  | 3  | 1  | 6       |
| 6       | Kenia             | 1  | 0  | 0  | 1       |
| 7       | Nowa Zelandia     | 0  | 4  | 2  | 6       |
| 8       | Walia             | 0  | 1  | 3  | 4       |
| 9       | Papua-Nowa Gwinea | 0  | 1  | 0  | 1       |
| 10      | Indie             | 0  | 0  | 1  | 1       |
| Łącznie | Łącznie           | 44 | 46 | 43 | 133     |

## Skoki do wody

### Mężczyźni
| Konkurencja                   |                                           |                                            |                                              |
| ----------------------------- | ----------------------------------------- | ------------------------------------------ | -------------------------------------------- |
| Trampolina 1 m                | Alexandre Despatie                        | Matthew Mitcham                            | Scott Robertson                              |
| Trampolina 3 m                | Alexandre Despatie                        | Reuben Ross                                | Grant Nel                                    |
| Wieża 10 m                    | Tom Daley                                 | Matthew Mitcham                            | Bryan Nickson Lomas                          |
| Trampolina 3 m synchronicznie | Kanada · Alexandre Despatie · Reuben Ross | Australia · Matthew Mitcham · Ethan Warren | Malezja · Bryan Nickson Lomas · Ken Nee Yeoh |
| Wieża 10 m synchronicznie     | Anglia · Max Brick · Tom Daley            | Australia · Matthew Mitcham · Ethan Warren | Kanada · Eric Sehn · Kevin Geyson            |

### Kobiety
| Konkurencja                   |                                          |                                                 |                                           |
| ----------------------------- | ---------------------------------------- | ----------------------------------------------- | ----------------------------------------- |
| Trampolina 1 m                | Jennifer Abel                            | Sharleen Stratton                               | Emilie Heymans                            |
| Trampolina 3 m                | Sharleen Stratton                        | Jennifer Abel                                   | Jaele Patrick                             |
| Wieża 10 m                    | Pandelela Rinong Pamg                    | Melissa Wu                                      | Alexandra Croak                           |
| Trampolina 3 m synchronicznie | Kanada · Jennifer Abel · Emilie Heymans  | Australia · Briony Cole · Sharleen Stratton     | Australia · Jaele Patrick · Olivia Wright |
| Wieża 10 m synchronicznie     | Australia · Melissa Wu · Alexandra Croak | Malezja · Pandelela Rinong Pamg · Mun Yee Leong | Australia · Briony Cole · Anabelle Smith  |

### Tabela medalowa skoków
| Poz.    | Państwo   |    |    |    | Łącznie |
| ------- | --------- | -- | -- | -- | ------- |
| 1       | Kanada    | 5  | 2  | 2  | 9       |
| 2       | Australia | 2  | 7  | 6  | 15      |
| 3       | Anglia    | 2  | 0  | 0  | 2       |
| 4       | Malezja   | 1  | 1  | 2  | 4       |
| Łącznie | Łącznie   | 10 | 10 | 10 | 30      |

## Pływanie synchroniczne
| Konkurencja |                                        |                              |                               |
| ----------- | -------------------------------------- | ---------------------------- | ----------------------------- |
| Solistki    | Marie-Pier Boudreau Gagnon             | Jenna Randall                | Lauren Smith                  |
| Duety       | Marie-Pier Boudreau Gagnon Chloe Issac | Olivia Allison Jenna Randall | Sarah Bombell Eloise Amberger |

### Tabela medalowa pływania synchronicznego
| Poz.    | Państwo   |   |   |   | Łącznie |
| ------- | --------- | - | - | - | ------- |
| 1       | Kanada    | 2 | 0 | 0 | 2       |
| 2       | Anglia    | 0 | 2 | 0 | 2       |
| 3       | Australia | 0 | 0 | 1 | 1       |
| 4       | Szkocja   | 0 | 0 | 1 | 1       |
| Łącznie | Łącznie   | 2 | 2 | 2 | 6       |